# Pont de Bercy
Der Pont de Bercy ist eine Bogenbrücke über die Seine in Paris. Sie wurde 1864 in ihrer heutigen Form erbaut und zweimal verbreitert. Zu Beginn des 20. Jahrhunderts wurde auf ihr eine aufgeständerte Bahntrasse errichtet, die von der Métro (Station: Quai de la Gare) befahren wird. Die Brücke hat ihren Namen von der ehemaligen Gemeinde Bercy, die heute Teil von Paris ist.

## Geschichte
1832 wurde an dieser Stelle – damals noch außerhalb von Paris  – eine Hängebrücke gebaut, die eine bis dahin verkehrende Flussfähre ersetzte. Aber bald zeigte sich, dass ihre Tragfähigkeit nicht ausreichend war. Deswegen wurde sie 1863/64 durch eine gemauerte Brücke ersetzt.
Die erste Verbreiterung um 5,50 m wurde im Jahr 1904 durchgeführt, damit sie den Viadukt der Métro aufnehmen konnte. Dieser befand sich zunächst am oberstromigen Rand der Brücke.
1992 wurde die Brücke um 16 m verbreitert, jenseits des Métroviadukts kamen neue Fahrbahnen hinzu. Seitdem befindet sich die Bahnstrecke zwischen den Richtungsfahrbahnen.
Die Brücke verbindet den Boulevard de Bercy mit dem Boulevard Vincent-Auriol, welche im 12. bzw. 13. Arrondissement liegen. Ihre Nachbarbrücken sind flussabwärts die Straßenbrücke Pont Charles-de-Gaulle und flussaufwärts ein Fußgängersteg, die Passerelle Simone de Beauvoir. Am Nordende der Brücke liegen das Finanzministerium und die Mehrzwecksporthalle Palais Omnisports de Paris-Bercy.
Die Brücke ist 175 m lang und 40 m breit. Die fünf gemauerten Bögen haben eine Spannweite von je 29 m. Der Neubauteil ist in Spannbetonbauweise mit Steinverkleidung ausgeführt.

## Eine Brücke für die Metro

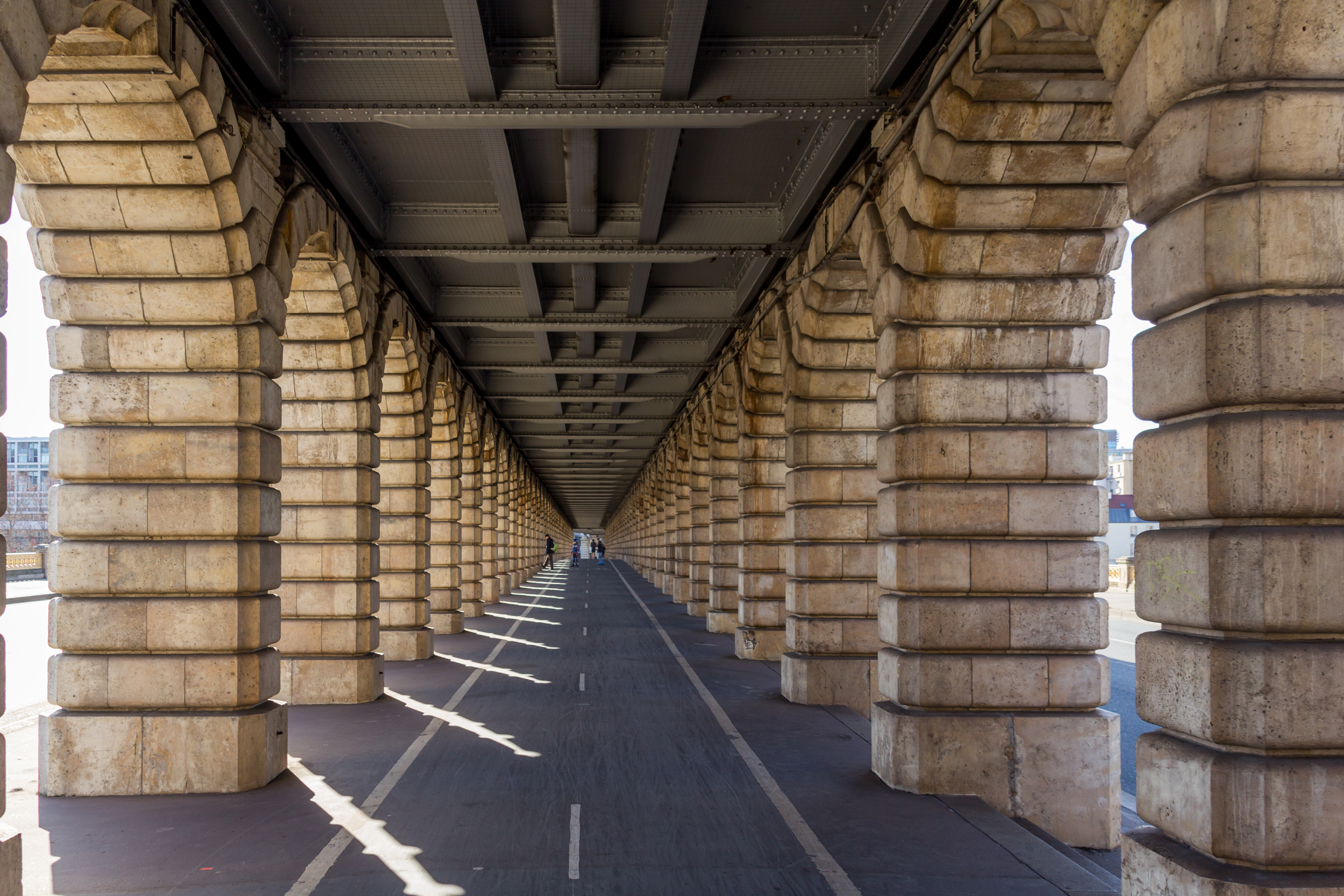
Eiserne Brückendecke über den Arkaden der Métrobrücke, darunter verlaufen heute Radwege

1904 wurde die Brücke um 5,50 m verbreitert, um einen Viadukt für die in Bau befindliche Métrolinie 6 aufnehmen zu können. Dieser Viadukt ruht zum Teil auf der Verbreiterung, zum Teil aber auch auf der vorhandenen Brücke. Er besteht aus zwei Reihen von je 41 gemauerten Arkadenbögen, auf denen eine stählerne Deckkonstruktion ruht, auf der die  Schienen liegen. Die Brücke befindet sich zwischen den Métrostationen Quai de la Gare im Süden und Bercy im Norden.

## Sonstiges
Die Brücke ist Gegenstand des Chansons Sous le ciel de Paris der Sängerin Edith Piaf.

## Lage
| Position der Brücke an der Seine     | Position der Brücke an der Seine | Position der Brücke an der Seine             |
| ------------------------------------ | -------------------------------- | -------------------------------------------- |
| stromabwärts: Pont Charles-de-Gaulle |                                  | stromaufwärts: Passerelle Simone-de-Beauvoir |